# 受威脅物種

受威脅物種（IUCN）

受威脅物種（Threatened species）是任何有可能在不久的將來滅絕的物種（包括動物、植物、真菌），也是IUCN保護現狀中對易危物種（VU）、瀕危物種（EN）、極危物種（CR）的統稱。所有此範圍內的物種皆於2006年5月被列入世界自然保護聯盟瀕危物種紅色名錄，被認定為對生物多樣性狀況最具權威的指標。
有時受威脅物種會用量測臨界逆補償點的族群動態方式來衡量，這是和群体生长率有關的生物质量測方式。

## IUCN定義
國際自然保護聯盟（IUCN）的受威脅物種名單最具權威性的，其受威脅物種又依其受威脅程度，分為以下三類：
- 易危物種（Vulnerable species，VU）
- 瀕危物種（Endangered species，EN）
- 極危物種（Critically endangered species，CR）

受威脅情形較輕的分類有近危物种及无危物种，不算是依賴保育的物種。列為數據缺乏或未予評估的物種，在IUCN的定義中也不會列為受威脅物種。

紅色名錄中的三種分類

在討論IUCN分類時，「易危物種」和「受威脅物種」有時會互換使用，但「受威脅物種」一般會指上述三種物種（易危物種、瀕危物種、極危物種），而易危物種是指其中受威脅程度最輕的那些物種。
受威脅物種會列在國際自然保護聯盟瀕危物種紅色名錄，因此也稱為「紅色名錄」物種。
亞種也可以列為受威脅物種。

## 美國定義
根據美國瀕危物種法（ESA），所謂“威脅”的定義是“任何有可能成為瀕危或很大一部分在可預見的將來歸於此範圍的物種”。這與IUCN的定義有所不同。像Bay checkerspot butterfly就是瀕危物種法中列為受威脅的物種之一。
美國各州的野生動物管理機構依瀕危物種法的授權，可以管理在州內瀕危或是受威脅，但在美國其他地區未受威脅的物種（這些物種也不會列在美國的瀕危物種名單或是受威脅物種中）。例如黑嘴天鹅是明尼蘇達州的受威脅物種，但在加拿大及阿拉斯加仍有許多族群存在。

## 澳洲的定義
澳洲聯邦有針對受威脅物種的分類及保育進行立法，法案為1999年環境保護及生物多樣性保護法，簡稱EPBC法案，法案分為6類：滅絕、在野外滅絕、极度濒危、濒危、易危及需要保育，其定義如下：
- 滅絕（Extinct）－合理的推測此物種的最後一個成員已經死亡。
- 在野外滅絕（Extinct in the wild）－「目前只知道有人工養育的物種」，以及「不論進行多大規模的调查」，都未在野外發現此物種
- 极度濒危（Critically endangered）－在不久之後的未來，此物種在野外滅絕的風險極高。 - "extremely high risk of extinction in the wild in the immediate future",
- 濒危（Endangered）－在不久之後在野外滅絕的風險非常高。
- 易危（Vulnerable）－在未來在野外滅絕的風險較高。
- 需要保育（Conservation dependent）－針對某特定的保育計劃，其物種還沒分在上述任何一個分類中。

EPBC法案也針對受威脅的生態系（例如植物群體）進行識別及保護，而湿地公约是針對水禽棲地的公約。
澳洲的各州及領土均受EPBC法案的約束，但各州及領土均也可以立法針對特定物種加以保育，例如西澳的1950年野生動物保育法野生動物保育法（Wildlife Conservation Act 1950）。像卢氏秧鸡不是EPBC法案中的受威脅物種，但是在澳洲一些州或是領土算是受威脅物種。

## 延伸閱讀
- Sharrock, S. and Jones, M. 2009. Conserving Europe's threatened plants（页面存档备份，存于） Botanic Gardens Conservation International (BGCI)